# Bradashesh
Bradashesh es una localidad albanesa del condado de Elbasan. Se encuentra situada en el centro del país y desde 2015 está constituida como una unidad administrativa del municipio de Elbasan. A finales de 2011, el territorio de la actual unidad administrativa tenía 10 700 habitantes.
La unidad administrativa incluye los pueblos de Bradashesh, Balez Lart, Balez Poshte, Kusarth, Kozan, Karakullak, Letan, Rrile, Shtemaj, Ulem, Katund i Ri, Fikas, Petresh, Shemhill, Shingjon, Recan y Gurabardhë.
Por aquí pasaba la Vía Egnatia y en la zona de la actual localidad se hallaba la antigua ciudad romana de Ad Quintum.
Se ubica en la periferia occidental de la ciudad de Elbasan.